# Bản Mế
Bản Mế là xã thuộc huyện Si Ma Cai, tỉnh Lào Cai, Việt Nam.

## Địa lý
Xã Bản Mế nằm ở phía tây bắc của huyện Si Ma Cai, có vị trí địa lý:
- Phía đông giáp các xã Nàn Sán và Quan Hồ Thẩn
- Phía nam giáp các xã Quan Hồ Thẩn và Sín Chéng
- Phía tây giáp xã Thào Chư Phìn
- Phía bắc giáp xã Thào Chư Phìn và huyện Mường Khương (ranh giới tự nhiên là sông Chảy).

Cac dân tộc trên địa bàn xã gồm: Nùng có 1.301 người, H'Mông có 573 người, Thu Lao có 87 người, Kinh có 40 người.

## Lịch sử
Năm 1966, huyện Bắc Hà thuộc tỉnh Lào Cai được chia tách thành huyện Bắc Hà mới và huyện Si Ma Cai, xã Bản Mế thuộc huyện Si Ma Cai.
Năm 1975, các tỉnh Yên Bái, Lào Cai và Nghĩa Lộ (trừ huyện Bắc Yên và huyện Phù Yên) sáp nhập thành tỉnh Hoàng Liên Sơn, xã Bản Mế thuộc huyện Si Ma Cai, tỉnh Hoàng Liên Sơn.
Năm 1979, huyện Si Ma Cai lại sáp nhập vào huyện Bắc Hà, xã Bản Mế thuộc huyện Bắc Hà, tỉnh Hoàng Liên Sơn.
Năm 1991, tỉnh Hoàng Liên Sơn chia tách thành 2 tỉnh là Yên Bái và Lào Cai, xã Bản Mế thuộc huyện Bắc Hà, tỉnh Lào Cai.
Năm 2000, xã Bản Mế thuộc huyện Si Ma Cai mới tái lập.